# Stenobatyle miniatocollis
Stenobatyle miniatocollis är en skalbaggsart som först beskrevs av Louis Alexandre Auguste Chevrolat 1862.  Stenobatyle miniatocollis ingår i släktet Stenobatyle och familjen långhorningar. Inga underarter finns listade i Catalogue of Life.